# Porpax lanii
Porpax lanii är en orkidéart som beskrevs av Gunnar Seidenfaden. Porpax lanii ingår i släktet Porpax och familjen orkidéer. Inga underarter finns listade i Catalogue of Life.